# 임의 접근

순차 접근과의 비교

임의 접근, 무작위 접근, 랜덤 액세스(random access)는 집합 내의 요소의 수에 관계 없이 주소 할당이 가능한 요소들로부터 임의의 시점에 임의의 데이터에 접근하는 기능이다. 더 일반적으로는 직접 접근으로 부른다. 자료를 순차적으로 조사하지 않고도 저장장치로부터 정보의 특정 부분을 직접 검색할 수 있는 접근 방법이다. 컴퓨터 과학에서는 데이터에 저장된 순서로 검색할 것을 요구하는 순차 접근과 반의어이다.

## 같이 보기
- 데이터 스트림
- 랜덤 접근 기계
- 랜덤 액세스 메모리